# Francesco Manfredini
Francesco Onofrio Manfredini (Pistoia, 22 giugno 1684 – Pistoia, 6 ottobre 1762) è stato un violinista e compositore italiano del Barocco.

## Biografia
Fu battezzato il 22 giugno 1684 a Pistoia. Studiò violino con Giuseppe Torelli e composizione con Giacomo Antonio Perti a Bologna.  Fu attivo come violinista a Ferrara e Bologna, dove fece parte anche dell'Accademia Filodrammatica.
Per un certo periodo fu maestro di cappella del principe di Monaco; al principe Antonio Grimaldi dedicò l'op. 3.
Rientrò a Pistoia nel 1727, come maestro di cappella della cattedrale di San Filippo, e vi rimase definitivamente.
Fu padre del compositore e trattatista Vincenzo Manfredini e del castrato e compositore Giuseppe Manfredini.

## Lavori
Una limitata quantità di sue composizioni ci è nota grazie ad edizioni a stampa. Qualche altro lavoro ci è stato tramandato in forma manoscritta.

### Opere strumentali
- 12 concertini per camera, violino, violoncello/tiorba, op. 1, Bologna, 1704.
- 1 sonata in trio in "Corona di dodici fiori armonici", Bologna, 1706.
- 12 sinfonie da chiesa, 2 violini, b.c. (org), viola ad lib., op. 2, Bologna, 1709.

- 12 concerti, 2 violini, b.c. obbl, viola, b, op. 3, Bologna, 1718.
(tra i quali il famoso n. 12: Pastorale per il Ss. Natale)
- Sei sonate, 2 violini, violoncello, b.c. (harpsicord) Londra, postum. 1764.
- concerto a 4 con oboe e violini, A-Wn.
- concerto con una o due trombe, 1711, I-Bsp.
- concerto, violino solo, 2 violini, viola, violoncello, hpd, GB-Mp.
- concerto per 2 trombe, archi, organo e cembalo

### Oratori (persi) e altre opere vocali
- San Filippo Neri trionfante nelle grotte di San Sebastiano di Roma, libretto: Giambattista Neri, (Bologna, 1719 e Pistoia, 1725).
- Tomaso Moro, G. B. Neri, (Bologna, ca 1720 e Pistoia, 1727).
- La profezia d'Eliseo nell'assedio di Samaria, G. B. Neri, (Pistoia, 1725).
- Salomone, assicurato nel soglio, libretto: D. Canavese, (Pistoia, 1725).
- Discacciamento d'Adamo e d'Eva dal Paradiso terrestre, (Pistoia, 1726).
- Il sacrifizio di Gefte, G. B. Neri, (Pistoia, 1728).
- Il core umano combattuto da due amori, divino e profano, G. B. Neri (Pistoia, 1729).
- Golia ucciso da Davidde, (Pistoia, 1734).
- La cantata sacra Il doppio sacrifizio del Calvario, (Pistoia, 1725).